# Domacjum

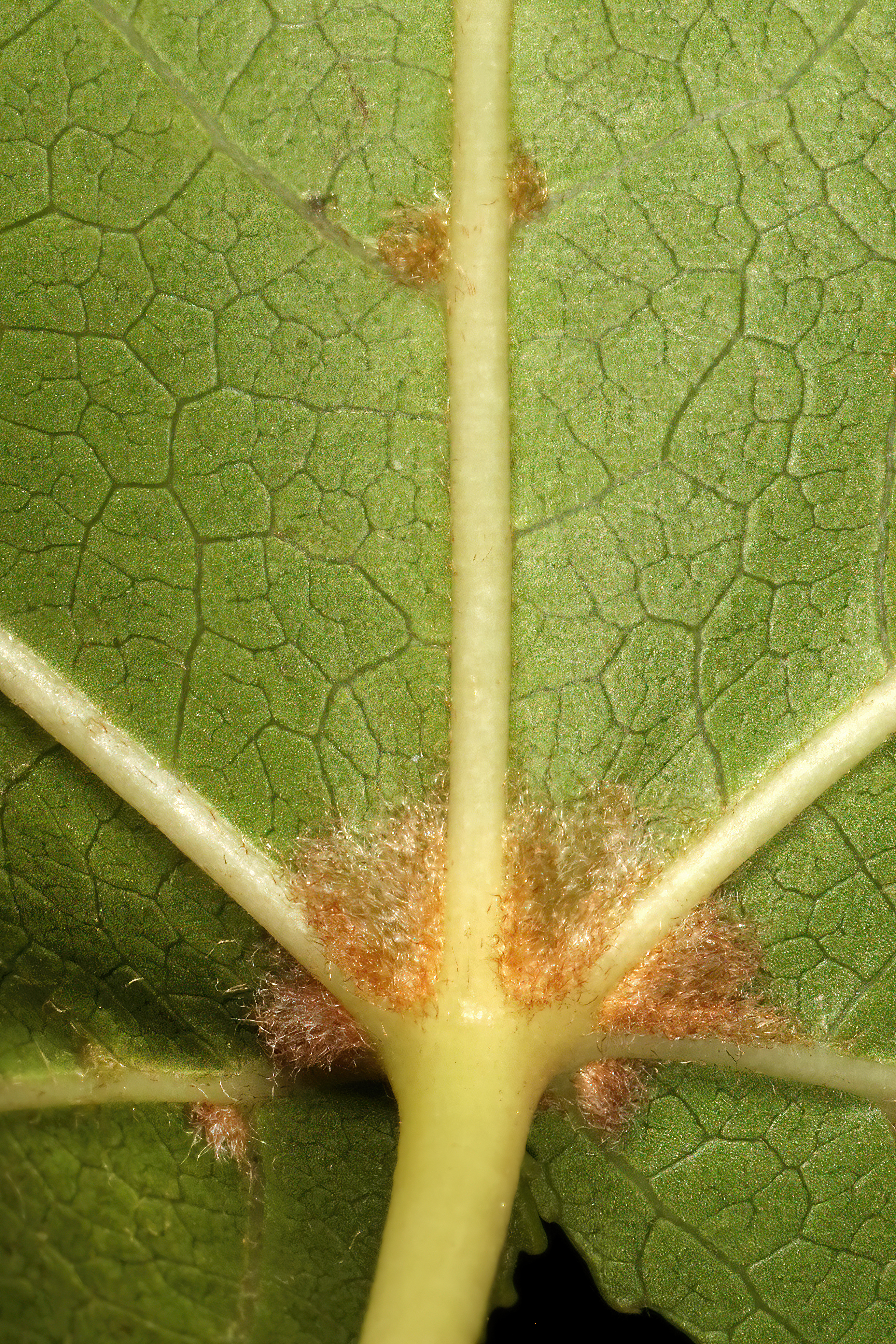
Domacja w postacji kępek włosków na liściu ambrowca

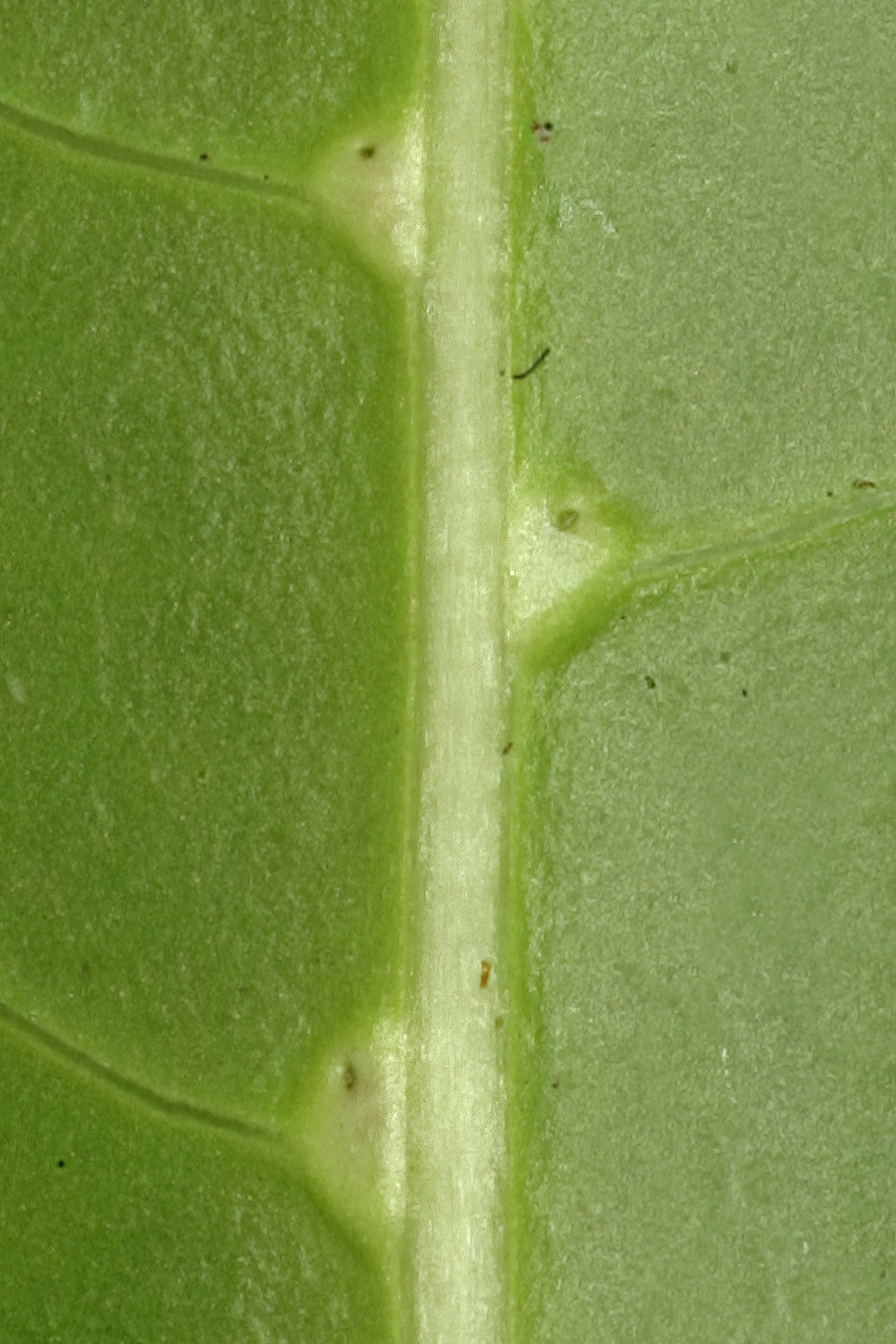
Domacja w postaci zagłębień na liściu Psychotria capensis

Domacjum (gr. domation – domek, ang. domatium) – twory powstające na różnych częściach roślin lub modyfikowane ich organy zasiedlane przez zwierzęta – mrówki i roztocze. 
Domacja są wynikiem oddziaływania mutualistycznego między roślinami i zwierzętami. Zwierzęta zyskują miejsce schronienia i siedlisko do żerowania, a rośliny obrońców, chroniących je przez drobnymi roślinożercami i patogennymi grzybami. Domacja dla roztoczy występują częściej niż domacja dla mrówek u roślin stref umiarkowanych i chłodnych, natomiast mrówki w roli obrońców roślin częstsze są w strefie międzyzwrotnikowej. Wyjątkiem jest międzyzwrotnikowa Afryka, gdzie z podobną częstością występują u roślin domacja dla mrówek i roztoczy.

## Domacja mrówek
Mrówki adaptują na gniazda zwykle puste przestrzenie w obrębie organów roślin, np. puste ciernie (np. u akacji – Acacia cornigera i A. sphaerocephala) lub komory z naturalnym otworem powstające u nasady liści Miconia lancifolia. Domacjom mrówek (ang. myrmecodomatia) czasem dodatkowo towarzyszą wytwarzane przez rośliny pozakwiatowe miodniki (nierzadko miodniki takie wabią mrówki bez dodatkowych modyfikacji) albo tzw. ciałka Belta – drobne, łamliwe wyrostki na końcach liści bogate w białka i tłuszcze. 

## Domacja roztoczy

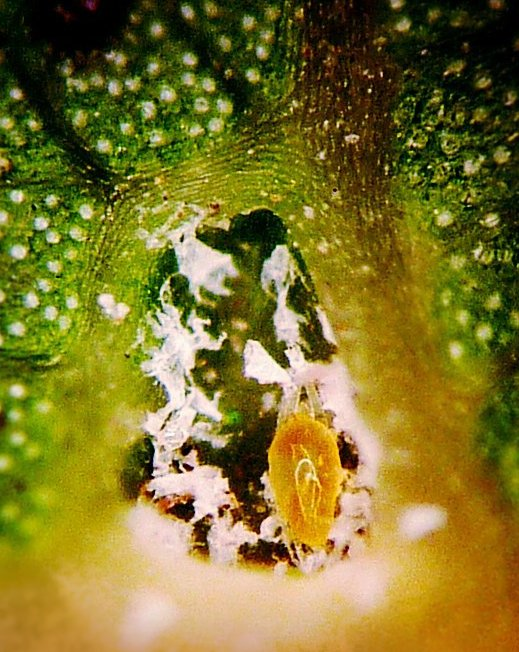
Żółte roztocze wewnątrz domacjum cynamonowca kamforowego

Domacja roztoczy tworzą się zwykle w rozwidleniach wiązek przewodzących na spodniej stronie liści i mają postać kępek włosków (ang. tuft domatia), kieszonek (ang. pocket domatia) lub zagłębień (ang. pit domatia). O ile wszystkie typy domacjów dla roztoczy wykształcają się z podobną częstością w strefie międzyzwrotnikowej, o tyle w strefach umiarkowanych zazwyczaj mają one postać kępek włosków.
Domacja zasiedlane przez roztocza wykształcane są przez okrytonasienne rośliny drzewiaste i szacuje się, że występują u ok. 14 tys. gatunków roślin tj. 10%, przy czym gatunków znanych ze stwierdzonymi domacjami było w 2024 roku nieco ponad 4 tys. Domacja powstawały wielokrotnie i niezależnie w wyniku ewolucji roślin okrytonasiennych. Zidentyfikowano ok. 600–700 linii rozwojowych, w których one powstały i ok. 500–600, w których zanikły. Obecne są u 2/3 rzędów i 1/4 rodzin tych roślin.

## Zastosowanie
Różnice w budowie domacjów bywają wykorzystywane do rozróżniania gatunków. Przykładowo rodzime w polskiej florze lipy – drobnolistna Tilia cordata i szerokolistna Tilia platyphyllos różnią się kolorem domacjów (zwanych w tym przypadku też bródkami) w kątach wiązek przewodzących na spodniej stronie liści – u pierwszego gatunku mają postać rudych kępek włosków, w drugim białych.